# Designer de produto
O designer de produto é o profissional da área de design que trabalha de forma generalista e holística, unindo outros campos de conhecimento e trabalhando com profissionais de outras áreas, como design gráfico, o design industrial, arquitetura e urbanismo, engenharia, computação, artes visuais e outras áreas de conhecimento a fim de investigar e validar novas soluções para um determinado problema e buscando otimizar processos. O trabalho do designer de produto nem sempre possui um ponto final pois o sistema a ser desenvolvido precisa estar em constante evolução e otimização.
O design de produto pode ser aplicado a qualquer tipo de negócio, para a devida gestão e proposição de soluções para tal negócio. O design de produto está presente como ferramenta para otimização e solução de problemas nas áreas da indústria, comércio de bens, serviços e turismo, transporte e logística, produção cultural, políticas públicas, cooperativismo, agricultura, serviços financeiros, fintechs e start-ups. O trabalho do designer de produto depende de etapas que fazem com que os profissionais relacionados a um projeto lidem com o público diretamente e use de metodologias diversas para ter um desfecho que realmente resolva problemas.

## Primeira etapa: Compreensão
Entender quem é o seu público e para quem você está desenvolvendo esse projeto. Durante esta etapa o designer terá que investigar profundamente o mercado no qual o produto está inserido, fará focus groups, pesquisas de campo e alguns estudos de benchmark (concorrentes diretos ou empresas que já haviam feito algo similar em outros lugares do mundo).

## Segunda etapa: Definição
Essa é a hora em que já se tem uma noção de quem irá usar o produto e o designer precisa organizar todos os problemas e as dores que esse público tem. Mas agora não é hora de resolver todos eles, é preciso ter foco. Então é necessário que o designer seja realista e escolha apenas alguns problemas para a próxima fase.

## Terceira etapa: Ideação
Nesta fase o designer já entende seu público e tem algumas hipóteses; nessa etapa será necessário divergir novamente e procurar soluções para o problema, não se preocupando se algumas das ideias parecerem muito soltas ou inviáveis, é importante que a todo momento se tome notas e registre o que se passa de forma que que as boas ideias venham naturalmente no processo.

## Quarta etapa: Prototipação
Aqui se tem início o trabalho com softwares, se faz necessário criar protótipos para validar as ideias que foram discutidas e as hipóteses que foram levantadas.

## Etapa final: Validação
Teste de protótipo. O teste acontece com algumas pessoas que sejam parte do público investigado a fim de descobrir se as soluções funcionaram.
1. ↑  Product designer: quem é e o que faz? - Medium Disponível em: https://medium.com/ui-lab-school/product-designer-quem-%C3%A9-e-o-que-faz-64be9cd88358